# 1963 w muzyce
Wydarzenia muzyczne w 1963 roku.

## Wydarzenia
- 1 stycznia – The Beatles zaczynają 5 dniową trasę w Szkocji podczas której promują singel „Love Me Do”
- 5 marca – Patsy Cline ginie w katastrofie małego samolotu niedaleko Camden w stanie Tennessee, w drodze do Nashville z St. Louis w stanie Missouri
- 21 kwietnia – po koncercie The Rolling Stones w Londynie do ich garderoby przychodzą The Beatles
- 27 maja – zostaje wydany drugi album Boba Dylana The Freewheelin’ Bob Dylan[1]
- 19 czerwca – rozpoczął się pierwszy Krajowy Festiwal Piosenki Polskiej w Opolu
- 27 września – Cilla Black debiutuje w jednym z programów angielskiej TV
- 19 października – zarejestrowano singel „I Want to Hold Your Hand” oraz pierwszą płytę zespołu The Beatles pod tytułem Beatles Christmas Records z życzeniami świątecznymi dla członków fan-clubu
- The Beatles nagrywają swój pierwszy album Please Please Me
- założono zespoły: The Kinks, Tajfuny
- Bing Crosby jako pierwszy wykonawca otrzymuje nagrodę Grammy Lifetime Achievement Award

## Urodzili się
- 2 stycznia – Krzysztof Myszkowski, polski kompozytor, wokalista, lider zespołu Stare Dobre Małżeństwo, także pedagog
- 3 stycznia – Katreese Barnes, amerykańska multiinstrumentalistka, wokalistka, kompozytorka i producentka muzyczna (zm. 2019)
- 4 stycznia – Till Lindemann, niemiecki wokalista, autor tekstów, członek industrial metalowego zespołu Rammstein
- 15 stycznia
  - Tomasz Gwinciński, polski muzyk; gitarzysta, perkusista, kompozytor filmowy i teatralny; scenarzysta i reżyser filmowy
  - Conrad Lant, brytyjski basista i wokalista
- 16 stycznia – Agnieszka Zwierko-Wiercioch, polska śpiewaczka operowa (mezzosopran)
- 18 stycznia
  - Phillip Boa, niemiecki muzyk, kompozytor, gitarzysta oraz wokalista popowy
  - Jojo Mayer, szwajcarski producent muzyczny, muzyk, kompozytor i instrumentalista, wirtuoz instrumentów perkusyjnych
- 21 stycznia – Tadeusz Mieczkowski, polski reżyser dźwięku
- 25 stycznia
  - Marcello Giordani, włoski śpiewak operowy (tenor) (zm. 2019)
  - Kostek Joriadis, polski muzyk, wokalista, trębacz, klawiszowiec, kompozytor, producent pochodzenia greckiego
  - Bettina Skrzypczak, polska kompozytorka, muzykolog, teoretyk muzyki i pedagog
- 28 stycznia – Dan Spitz, amerykański gitarzysta metalowy, muzyk zespołu Anthrax
- 29 stycznia – Octave Octavian Teodorescu, rumuński muzyk, gitarzysta, kompozytor i producent muzyczny
- 2 lutego – Eva Cassidy, amerykańska piosenkarka (zm. 1996)
- 4 lutego – Kevin Wasserman, amerykański gitarzysta, najstarszy muzyk zespołu The Offspring
- 6 lutego – Andrea Marcon, włoski dyrygent, organista i klawesynista
- 10 lutego – Smiley Culture, brytyjski wokalista reggae (zm. 2011)
- 19 lutego
  - Tom Angelripper, niemiecki muzyk metalowy, basista i wokalista
  - Seal, brytyjski piosenkarz i kompozytor, trzykrotny zdobywca nagrody Grammy
- 20 lutego – Darek Oleszkiewicz, polski kontrabasista jazzowy
- 21 lutego – Ranking Roger, brytyjski muzyk, wokalista zespołu The Beat (zm. 2019)
- 1 marca
  - Thomas Anders, niemiecki piosenkarz, kompozytor i producent, znany z duetu Modern Talking
  - Sara Hickman, amerykańska piosenkarka rockowa, folkowa i popowa; autorka piosenek i tekstów
- 4 marca – Jason Newsted, amerykański basista, były członek Metallica
- 10 marca
  - Olaf Deriglasoff, polski gitarzysta, basista, kompozytor, autor tekstów, aranżer i producent muzyczny
  - Jeff Ament, amerykański muzyk rockowy, basista, członek zespołu Pearl Jam
- 12 marca – Kazik Staszewski, polski muzyk, wokalista, saksofonista, autor tekstów i aranżer; leader grupy Kult
- 17 marca – Paweł Kamasa, polski pianista i pedagog
- 18 marca – Vanessa Williams, amerykańska piosenkarka, autorka tekstów piosenek i aktorka
- 20 marca – Maggie Estep, amerykańska pisarka, poetka, piosenkarka (zm. 2014)
- 21 marca – Shawn Lane, amerykański gitarzysta jazzowy i kompozytor (zm. 2003)
- 22 marca – Ryszard Daniel Golianek, polski muzykolog, profesor
- 24 marca – Dave Douglas, amerykański kompozytor i trębacz jazzowy
- 4 kwietnia – Nigel Preston, brytyjski klawiszowiec, członek zespołu The Cult (zm. 1992)
- 6 kwietnia – Andrew Weatherall, angielski DJ i producent muzyczny (zm. 2020)
- 7 kwietnia
  - Maciej Figas, polski dyrygent
  - Marcin Łukasz Mazur, polski dyrygent chóralny, pedagog i kompozytor
- 8 kwietnia – Julian Lennon, brytyjski muzyk, autor tekstów piosenek i aktor, syn Johna Lennona
- 11 kwietnia – Zbigniew Łuc, polski akordeonista i pedagog
- 24 kwietnia – Joey Vera, amerykański muzyk rockowy i metalowy; basista, producent płyt i inżynier dźwięku
- 28 kwietnia – Cezary Makiewicz, polski gitarzysta country
- 9 maja – Ron Miles, amerykański trębacz, kornecista i kompozytor jazzowy (zm. 2022)
- 11 maja – Konstantin Meladze, ukraiński kompozytor i producent muzyczny gruzińskiego pochodzenia
- 15 maja
  - Zofia Kilanowicz, polska śpiewaczka operowa (sopran)
  - Kristen Vigard, amerykańska wokalistka i aktorka
- 19 maja – Kevin Kenner, amerykański pianista
- 29 maja – Robert Mróz, polski muzyk, kompozytor, z wykształcenia lekarz
- 7 czerwca
  - Roberto Alagna, francuski śpiewak operowy pochodzenia włoskiego (tenor)
  - Ardit Gjebrea, albański piosenkarz i kompozytor
- 13 czerwca
  - Paul De Lisle, kanadyjski muzyk rockowy, basista zespołu Smash Mouth
  - Robbie Merrill, amerykański gitarzysta basowy, basista hardrockowego zespołu Godsmack
- 14 czerwca – Rambo Amadeus, czarnogórski piosenkarz, kompozytor i autor tekstów
- 22 czerwca – Kaciaryna Kamocka, białoruska śpiewaczka tworząca w stylu bard-rock i rock
- 23 czerwca – Mamadou Diouf, polski wokalista pochodzenia senegalskiego, dziennikarz, animator kultury i działacz społeczny
- 24 czerwca – Paweł Kukiz polski muzyk rockowy i aktor
- 25 czerwca – George Michael, brytyjski piosenkarz i kompozytor pop i soul (zm. 2016)
- 27 czerwca – Inva Mula, albańska śpiewaczka operowa (sopran liryczny)
- 29 czerwca – Anne-Sophie Mutter, niemiecka skrzypaczka
- 30 czerwca – Yngwie Malmsteen, szwedzki gitarzysta heavymetalowy, kompozytor
- 2 lipca – Martin Phillipps, nowozelandzki piosenkarz, gitarzysta, autor piosenek; muzyk zespołu The Chills (zm. 2024)
- 7 lipca – Vonda Shepard, amerykańska piosenkarka popowa, pianistka, gitarzystka i basistka
- 9 lipca – Ahmed Mouici, francuski wokalista pochodzenia algierskiego
- 16 lipca – Piotr Wrzosowski, polski wokalista i gitarzysta rockowy (zm. 2016)
- 17 lipca
  - Matti Nykänen, fiński skoczek narciarski, trener i piosenkarz (zm. 2019)
  - Kim Shattuck, amerykańska wokalistka i gitarzystka rockowa, kompozytorka zespołów The Muffs, The Pandoras, Pixies, NOFX (zm. 2019)
- 27 lipca – Karl Mueller, amerykański muzyk rockowy, członek zespołu Soul Asylum (zm. 2005)
- 28 lipca – Małgorzata Zalewska, polska harfistka
- 29 lipca – Olga Borodina, rosyjska śpiewaczka operowa (mezzosopran)
- 31 lipca – Denise Johnson, brytyjska piosenkarka (zm. 2020)
- 1 sierpnia – Coolio, właśc. Artis Leon Ivey Jr., amerykański raper, kompozytor i aktor (zm. 2022)
- 2 sierpnia – Kuba Wojewódzki, polski dziennikarz muzyczny i radiowy, publicysta, perkusista, showman, satyryk i felietonista
- 3 sierpnia – James Hetfield, amerykański wokalista i gitarzysta rytmiczny, jeden z założycieli grupy Metallica
- 5 sierpnia
  - Anna Jurksztowicz, wokalistka jazzowa i piosenkarka, także producent muzyczny
  - Steve Lee, szwajcarski wokalista rockowy (zm. 2010)
- 6 sierpnia – Leif Edling, szwedzki gitarzysta i basista metalowy, wokalista, kompozytor i autor tekstów; muzyk zespołu Candlemass
- 7 sierpnia – Richard Egarr, brytyjski klawesynista, pianista i dyrygent
- 9 sierpnia – Whitney Houston, amerykańska piosenkarka muzyki pop, soul, R&B, aktorka i autorka piosenek (zm. 2012)
- 13 sierpnia – Wojciech Lemański, polski kompozytor muzyki teatralnej i filmowej, aranżer, dyrygent, muzyk i wykładowca
- 15 sierpnia – Wojciech Jagielski, polski dziennikarz radiowo-telewizyjny i perkusista zespołu Poparzeni Kawą Trzy
- 17 sierpnia – James Whitbourn, brytyjski kompozytor i dyrygent (zm. 2024)
- 22 sierpnia
  - Witold Albiński, polski perkusista, dziennikarz i pedagog
  - Tori Amos, amerykańska piosenkarka i pianistka rockowa śpiewająca w stylu soft rock i alternatywny rock
  - Jacek Jędrzejak, polski basista, wokalista, autor tekstów i kompozytor
- 23 sierpnia
  - Mirosław Gil, polski gitarzysta i kompozytor rockowy
  - Steve Soto, amerykański gitarzysta i wokalista punkowy (zm. 2018)
- 24 sierpnia – Ołeksandr Kozarenko, ukraiński pianista, kompozytor (zm. 2023)
- 25 sierpnia – Mirosław Jędras, polski muzyk, wokalista, autor tekstów, współtwórca i lider grupy muzycznej Zacier
- 28 sierpnia – Paul Speckmann, amerykański muzyk metalowy, kompozytor, basista, lider i założyciel grupy Master
- 29 sierpnia
  - John Berry, amerykański gitarzysta, współzałożyciel zespołu Beastie Boys (zm. 2016)
  - Elizabeth Fraser, szkocka wokalistka, współzałożycielka zespołu Cocteau Twins
- 30 sierpnia – Paul Oakenfold, brytyjski producent muzyczny i DJ
- 31 sierpnia – Robert Gawliński, polski muzyk rockowy i wokalista, autor tekstów i lider zespołu Wilki
- 7 września – Brent Liles, amerykański basista punkowy, znany z wpływowej grupy Social Distortion (zm. 2007)
- 9 września – Bobby Jarzombek, amerykański perkusista heavymetalowy
- 15 września – Krzysztof Zawadka, polski gitarzysta rockowy
- 20 września – Andriej Dierżawin, rosyjski kompozytor i piosenkarz
- 21 września – Mamoru Samuragōchi, japoński kompozytor muzyki klasycznej
- 28 września
  - Adam Nowak, polski muzyk, lider zespołu Raz, Dwa, Trzy
  - Andrzej Zeńczewski, polski muzyk, gitarzysta i wokalista Daabu i T.Love
- 29 września
  - Les Claypool, amerykański basista rockowy, założyciel i lider grupy Primus i Oysterhead
  - Jarosław Wajk, polski wokalista, autor tekstów i kompozytor
- 14 października – Alessandro Safina, włoski śpiewak operowy (tenor)
- 17 października – Robert Matera, polski wokalista, gitarzysta i kompozytor zespołu Dezerter
- 27 października – Awi Belleli, izraelski muzyk
- 28 października – Eros Ramazzotti, włoski piosenkarz i autor piosenek
- 31 października – Johnny Marr, brytyjski muzyk, były gitarzysta i kompozytor grupy The Smiths
- 1 listopada – Rick Allen, brytyjski perkusista rockowy, członek zespołu Def Leppard
- 5 listopada – Muniek Staszczyk, polski wokalista, autor tekstów i lider T.Love
- 8 listopada
  - Russell Malone, amerykański gitarzysta jazzowy (zm. 2024)
  - Florian Vlashi, albański kompozytor, dyrygent i skrzypek
- 16 listopada – Bernard Wright, amerykański piosenkarz soulowy i jazzowy, klawiszowiec (zm. 2022)
- 18 listopada – Robert Majewski, polski trębacz jazzowy, kompozytor i aranżer
- 22 listopada – Winsor Harmon, amerykański aktor telewizyjny, producent filmowy i piosenkarz
- 24 listopada – Robert Sadowski, polski gitarzysta rockowy (zm. 2005)
- 1 grudnia – Włodzimierz Siedlik, polski dyrygent (zm. 2025)
- 7 grudnia – Kuba Stankiewicz, polski pianista jazzowy, kompozytor
- 13 grudnia – Rick Parashar, amerykański producent muzyczny (zm. 2014)
- 16 grudnia – Jeff Carson, amerykański piosenkarz country (zm. 2022)
- 22 grudnia – Adam Pernal, polski pianista i kompozytor związany z Kabaretem Potem (zm. 2013)
- 25 grudnia – Fiolka Najdenowicz, polska wokalistka
- 26 grudnia – Lars Ulrich, duński perkusista, jeden z założycieli grupy Metallica
- 28 grudnia – Béatrice Uria-Monzon, francuska śpiewaczka operowa (mezzosopran) (zm. 2025)
- 31 grudnia – Scott Ian, amerykański muzyk rockowy, gitarzysta, założyciel i lider Anthrax

Data dzienna nieznana
- Mirosław Kotelczuk, polski klawiszowiec, członek zespołu Browar Łomża, pedagog (zm. 2020)

## Zmarli
- 6 stycznia – Lina Abarbanell, niemiecka śpiewaczka operowa (sopran), producentka na Broadwayu (ur. 1879)
- 10 stycznia – Tadeusz Szeligowski, polski kompozytor, pedagog, prawnik i animator życia muzycznego (ur. 1896)
- 16 stycznia – Stefania Łobaczewska, polska muzykolog (ur. 1888)
- 19 stycznia – Bronisław Romaniszyn, polski śpiewak operowy (tenor), pedagog, dyplomata, działacz społeczny (ur. 1880)
- 21 stycznia – Stanisław Grzesiuk, polski pisarz i pieśniarz (ur. 1918)
- 30 stycznia – Francis Poulenc, francuski kompozytor (ur. 1899)
- 17 lutego – László Lajtha, węgierski kompozytor, etnograf i dyrygent (ur. 1892)
- 19 lutego
  - Swiatosław Knuszewicki, rosyjski wiolonczelista (ur. 1908)
  - Benny Moré, kubański piosenkarz i kompozytor (ur. 1919)
- 20 lutego
  - Ferenc Fricsay, węgierski dyrygent (ur. 1914)
  - Jacob Gade, duński skrzypek i kompozytor (ur. 1879)
- 5 marca – Patsy Cline, amerykańska piosenkarka country (ur. 1932)
- 24 marca – Pedro de Freitas Branco, portugalski dyrygent i kompozytor (ur. 1896)
- 30 marca – Aleksandr Gauk, radziecki kompozytor, dyrygent i pedagog (ur. 1893)
- 12 maja – Stanisław Wiechowicz, polski kompozytor, pedagog, dyrygent chóralny i krytyk muzyczny (ur. 1893)
- 13 maja – Antoni Chlondowski, polski salezjanin, kompozytor (ur. 1884)
- 19 maja – Margaret Matzenauer, amerykańska śpiewaczka pochodzenia węgierskiego (alt) (ur. 1881)
- 24 maja – Elmore James, amerykański muzyk bluesowy, innowacyjny gitarzysta i kompozytor (ur. 1918)
- 28 maja – Wissarion Szebalin, rosyjski kompozytor, pedagog i dyrygent (zm. 1902)
- 14 czerwca – Józef Gaczyński, polski śpiewak operowy (bas-baryton), pedagog (ur. 1895)
- 22 czerwca – Maria Tănase, rumuńska aktorka i piosenkarka, wykonawczyni tradycyjnej muzyki ludowej i popularnej (ur. 1913)
- 27 czerwca – Stanisław Namysłowski, polski skrzypek, kompozytor i dyrygent (ur. 1879)
- 17 lipca – Olga Didur-Wiktorowa, polska śpiewaczka operowa (mezzosopran) (ur. 1900)
- 1 września – Jenő Pártos, węgierski kompozytor i autor tekstów piosenek (ur. 1896)
- 15 września – Oliver Wallace, amerykański kompozytor muzyki filmowej i dyrygent angielskiego pochodzenia (ur. 1887)
- 28 września – Rosa Raisa, polska śpiewaczka (sopran) (ur. 1893)
- 10 października – Édith Piaf, francuska pieśniarka (ur. 1915)
- 16 października
  - Wacław Aleksander Lachman, polski kompozytor, dyrygent, pedagog, autor podręczników i śpiewników (ur. 1880)
  - Tadeusz Majerski, polski kompozytor, pianista i pedagog (ur. 1888)
- 25 października – Roger Désormière, francuski kompozytor i dyrygent (ur. 1898)
- 28 października – Mart Saar, estoński kompozytor, organista, folklorysta i pedagog (ur. 1882)
- 4 listopada – Joe Gordon, amerykański trębacz i kompozytor jazzowy (ur. 1928)
- 14 listopada – Irena Garztecka-Jarzębska, polska kompozytorka, pianistka i pedagog (ur. 1913)
- 15 listopada – Fritz Reiner, amerykański dyrygent (ur. 1888)
- 16 listopada – Carlo Buti, włoski piosenkarz (ur. 1902)
- 21 listopada – Artur Lemba, estoński kompozytor, pianista i pedagog (ur. 1885)
- 26 listopada – Amelita Galli-Curci, włoska śpiewaczka operowa (sopran) (ur. 1882)
- 29 listopada – Ernesto Lecuona, kubański kompozytor, pianista i lider orkiestry (ur. 1896)
- 30 listopada – Phil Baker, amerykański komik, aktor, akordeonista i kompozytor (ur. 1896)
- 5 grudnia – Karl Amadeus Hartmann, niemiecki muzyk i kompozytor (ur. 1905)
- 14 grudnia – Dinah Washington, amerykańska wokalistka jazzowa (ur. 1924)
- 15 grudnia – Wilibald Gurlitt, niemiecki muzykolog (ur. 1889)
- 20 grudnia – Paul Constantinescu, rumuński kompozytor i pedagog (ur. 1909)
- 28 grudnia – Paul Hindemith, niemiecki kompozytor, dyrygent, altowiolista (ur. 1895)

Data dzienna nieznana
- Naftule Brandwein, amerykański muzyk pochodzenia żydowskiego, klarnecista, klezmer (ur. 1884)

## Albumy
- polskie
- zagraniczne
  - Joan Baez in Concert, Part 2 – Joan Baez
  - Please Please Me – The Beatles
  - With the Beatles – The Beatles
  - Seven Steps to Heaven – Miles Davis
  - Follow the Boys – Connie Francis
  - Getz/Gilberto – Stan Getz i João Gilberto
  - Mingus Mingus Mingus Mingus Mingus – Charles Mingus
  - For Your Sweet Love – Ricky Nelson
  - It’s Up to You – Ricky Nelson
  - Million Sellers – Ricky Nelson
  - A Long Vacation – Ricky Nelson
  - Rick Nelson Sings „For You” – Ricky Nelson
  - Rick Nelson Sings for You (Imperial Records) – Ricky Nelson
  - In Dreams – Roy Orbison
  - Eux – Dalida
  - Dean „Tex” Martin: Country Style – Dean Martin
  - Dean „Tex” Martin Rides Again – Dean Martin
  - The Songs I Love – Perry Como

## Muzyka poważna

### Kompozycje
- Benjamin Britten – Nocturnal after John Dowland, op. 70 (gitara)
- Lukas Foss – Echoi
- Wojciech Kilar – Diphthongos
- Wojciech Kilar – Générique
- Francis Poulenc – Sept répons des ténèbres
- Giacinto Scelsi – String Quartet No. 3
- Igor Strawinski – Abraham and Isaac
- Iannis Xenakis – Eonta

## Opera
- Richard Rodney Bennett – The Mines of Sulphur
- Malcolm Williamson – Our Man in Havana

## Film muzyczny
- Fun in Acapulco – (Elvis Presley)
- Co się zdarzyło na Targach Światowych – (Elvis Presley)

## Nagrody
- Konkurs Piosenki Eurowizji 1963
  - „Dansevise”, Grethe & Jørgen Ingmann